# 松鴉屬
松鴉屬（學名：Garrulus）是鴉科下的一個屬，包含了以下三種舊世界的鳥種：
- 松鴉（Garrulus glandarius）
- 黑頭松鸦（Garrulus lanceolatus）
- 琉球松鴉（Garrulus lidthi）